# Pellenes denisi
Pellenes denisi là một loài nhện trong họ Salticidae.
Loài này thuộc chi Pellenes. Pellenes denisi được Ehrenfried Schenkel-Haas miêu tả năm 1963.